# Epidendrium reticulatum
Epidendrium reticulatum (Synoniem: Akibumia reticulata, Alora reticulata) is een slakkensoort uit de familie van de Epitoniidae. De wetenschappelijke naam van de soort is, als Akibumia reticulata, voor het eerst geldig gepubliceerd in 1962 door Habe. De soort werd lange tijd in het geslacht Alora geplaatst maar is in 2005 door Gittenberger & Gittenberger in het nieuwe geslacht Epidendrium ondergebracht.